# NGC 7304
NGC 7304 – być może gwiazda optycznie potrójna znajdująca się w gwiazdozbiorze Pegaza. Obiekt ten skatalogował Heinrich Louis d’Arrest 20 sierpnia 1862 roku jako małą i bardzo słabo widoczną „mgławicę” znajdującą się na północny wschód od h 2166 (czyli galaktyki NGC 7303). Identyfikacja obiektu NGC 7304 jest niepewna, niektórzy uważają, że nie istnieje, zaś część źródeł (np. baza SIMBAD) błędnie podaje, że NGC 7304 to ten sam obiekt co NGC 7303.